# Lotus Improv
Lotus Improv 是一個新概念的試算表軟體，在 1991 年於 NeXT 平台發佈 1.0 版本，接著在 1993 年於 Windows 發佈 2.0 版本與 2.1 修本版本，Windows 的第一個版本即是 2.0 並無 1.0 的版本產生；而後 Lotus Software 由於市場與公司的原因，並沒有再推出後續版本，也沒有對其產品於 NeXT 與 Windows 平台再有維護檔案。
Lotus 推出 Improv 是想以新概念重新定義試算表的工作方式與使用，容易地建立、修改、維護工作表。從原有的表格輸入資料內容，計算公式的設定，再輸出為數據圖表格為主的形式，改變到以資料整合分析的階段，大量地使用巨集，獨立表格欄位與公式的使用，新的方式大量的降低資料輸入時可能發生的錯誤，來完成資料模型建構的設計，這在軟體發表的當時，是一全新且前衛的概念。
由於 Lotus Software 後續並無維護與發展，但其觀念引發了試算表市場上的追隨，其後 Microsoft 於 Excel 中加入 Pivot Table 即改良 Improv 的使用方式迄今；另一公司為 Quantrix （页面存档备份，存于） 發表了 Quantrix Modular （页面存档备份，存于） 軟體也是從 Improv 的觀念而來，因其軟體是以 Java 語言來開發，所以該軟體可以使用於 Windows 與 Mac 平台。另有一些相類似的軟體如 Spreadsheet 2000、Javelin、Flexisheet （页面存档备份，存于）。

## 歷史
"Back Bay" 是軟體最初的計劃名稱，Lotus Software 於研究相關使用平台 DOS、Macintosh 與 OS/2 等等後，決定於當時 1987 年公佈的 OS/2 平台來發展，隔年由於史蒂芬·喬布斯（英語：Steve Jobs） 展示了新的平台——NeXTSTEP 後，Lotus Software 即開始了雙平台的發展計劃，經數個月份的發展後，因 OS/2 平台的發展緩慢與果難度增加，而後放棄了 OS/2 版本的發展，全力於 NeXTSTEP 平台上。
Lotus Improv 被 NeXT 視為試算表中的殺手級產品而全力協助，終於在 1991 年發表其 1.0 版本於 NeXTSTEP 平台上，讓 NeXT 公司的 NeXTSTEP 平台得以順利的進軍商務市場來行銷其產品。
但由於 NeXTSTEP 電腦的高價與市場佔有率不高，且當時 Windows 3.1 的市場蓬勃發展，Lotus Software 也有了將其推展至 Windows 的計劃代號 "Blue Marlin"，於 May 1993 年推出，該版本並沒有當時軟體一般的 1.0 版本產生，第一個版本即是 2.0 版本。
儘管軟體頗受良好的評價，但於 Windows 平台的銷售上，並沒有顯著的增加，且大多的使用者對於此一新概念的試算表軟體接受度不高，而仍在使用 Microsoft Excel 或 Lotus 1-2-3 ，並沒有當時原本預計使用者的大量轉換使用，此銷售不見起色的情況一直延續到了 1994 年，終於導致了 Lotus Software 決定停止开发該軟體。而 Lotus Software 也在兩年後的 1996 年 4 月被 IBM 併購成為其下的一事業體迄今。

## 概念
Lotus Improv 的核心分為：資料表格、公式巨集與圖表三部份
資料表格：表格（Cell）不再以欄（Colume）或列（Row）為主，而是先直接建構出想要的最終的數據模型 （Modular），該模型可以依而要而設計單位組的總計，而總計一項則交由公式巨集來負責處理。而其總計類別可用至三維度的分析，除欄與列各可以有三項資料數據外，再增加三項資料類別的分析。而各項的資料名稱可以自行命名，資料數據原則上並無限制。
公式巨集：不再祗針對欄或列的數值來計算，而可以直接新增一針對單位總數的總體計算，因為資料表格會對映出相關的公式巨集，自動產生出最終的總計數值，也會引用到相關聯的總計組上，使用者勿需對此公式逐一地複製到各個總計表格中，大量地減少系統的負荷與檔案容量。
圖表：即引用由公式巨集依資料計算完成的分組(或單位 Unit)的結果，來顯示出最後的集合圖表。